# Kommando Nowotny
Kommando Nowotny byla letecká stíhací jednotka Luftwaffe o síle stíhací skupiny, zformovaná na podzim roku 1944 kvůli utváření a prověřování bojových taktik pro letoun Messerschmitt Me 262. Jejím zakladatelem a velitelem byl Major (major) Walter Nowotny, německé letecké eso, jehož jméno jednotka nesla.

## Historie

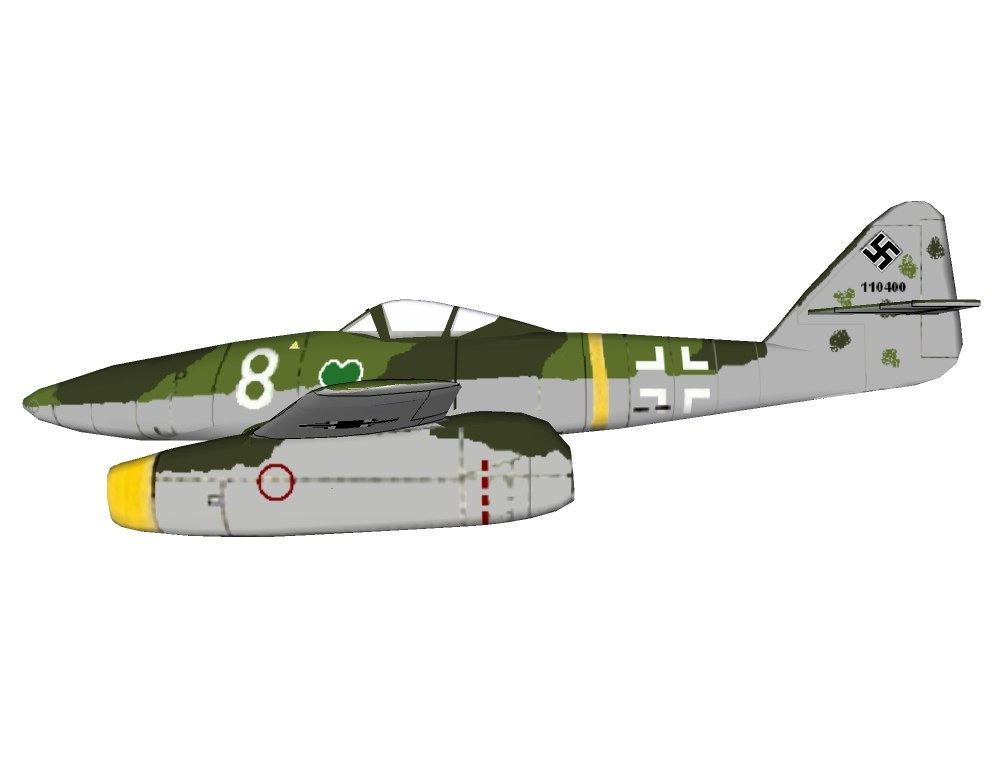
Messerschmitt Me 262 „bílá 8“, ve kterém byl sestřelen Walther Nowotny

Kommando Nowotny bylo zformováno 26. září 1944 po rozpuštění Erprobungskommando 262, předchozí testovací jednotky, která byla tvořena 3. stíhací skupinou ze Zerstörergeschwader 26 (ZG26). 3. stíhací skupinu tvořila štábní letka (Stab III./ZG26) a 3 letky stíhací (7./ZG26, 8./ZG26, 9./ZG26). Na základě štábní letky a dvou stíhacích letek (8./ZG26 a 9./ZG26) bylo pak vytvořeno Kommando Nowotny. Zformována pak byla nová, 3. letka. Kommando Nowotny tedy tvořila letka štábní a 3 letky stíhací - Stab/Kommando Nowotny, 1./Kommando Nowotny, 2./Kommando Nowotny, 3./Kommando Nowotny. To odpovídalo síle a organizaci stíhací skupiny. 3. října jednotka dosáhla svého operačního stavu o síle 40 proudových letounů Me 262A-1. Její letky startovaly z letiště v Hesepe a z letiště Achmer u města Bramsche.
7. října 1944 provedla jednotka svou první bojovou akci. Jejím cílem byla bombardovací formace USAAF. Vzlétlo celkem 5 letounů (2 z Hesepe, 3 z Achmeru). Leutnant (poručík) Schall a Feldwebel (rotmistr) Lennartz, startující z Hesepe, sestřelili jeden americký B-24 Liberator a úspěšně se vrátili na základnu. 3 piloti z Achmeru už však takové štěstí neměli. Stroj, který pilotoval Oberfährich Russel, byl zničen ještě na vzletové a přistávací dráze. Další dva Me 262, v jejichž kokpitu seděli Oberleutnant (nadporučík) Bley a Leutnant Kobert, byly sestřeleny jediným americkým P 51 Mustang krátce po startu. Leutnant Kobert zahynul. 10. října Bley svého spolubojovníka pomstil, když sestřelil americký P 51. 12. října jeho úspěch zopakoval Lennartz.
13. října byla bojová činnost skupiny pozastavena. Do tohoto dne došlo totiž při haváriích k těžkému poškození nebo úplnému zničení 10 Me 262. Tyto události si vyžádaly vyšetření příčin technickou komisí firmy Messerschmitt. 28. října byla bojová činnost skupiny obnovena.
Až do svého zániku skupina pokračovala v akcích proti spojeneckým bombardérům. Během těchto bojových letů se piloti nadále snažili dopilovat taktiku boje pro proudové stíhací letouny. Stále museli čelit mnoha technickým problémům v boji neprověřených Me 262.
Jedním z výsledných zjištění byla nutnost doprovodu letounů Me 262 vrtulovými stíhacími stroji jako byl například Bf 109G nebo Fw 190 z důvodu špatného zrychlení a ovladatelnosti Me 262 při pomalém letu. Kvůli těmto vlastnostem byl Me 262 během vzletu a přistání pro spojenecké stíhače téměř bezbrannou kořistí a i letouny z Kommando Nowotny musely být doprovázeny vrtulovými stíhacími stroji z letek jiných stíhacích skupin. 
Pro experimentální povahu jednotky a technické nesnáze nemělo Kommando Nowotny rozhodně ty nejlepší bojové výsledky - 22 sestřelů (z toho 18 jistých) za cenu 26 ztracených Me 262. Dne 8. listopadu 1944 byl při útoku na spojenecké bombardéry sestřelen velitel jednotky Major Walter Nowotny poté, co se mu podařilo sestřelit americký B-24 a pravděpodobně i P 51. Během této události zahynul. Velení převzal Major Erich Hohagen. 19. listopadu  skončila existence Kommando Nowotny přestavbou na Jagdgeschwader 7.

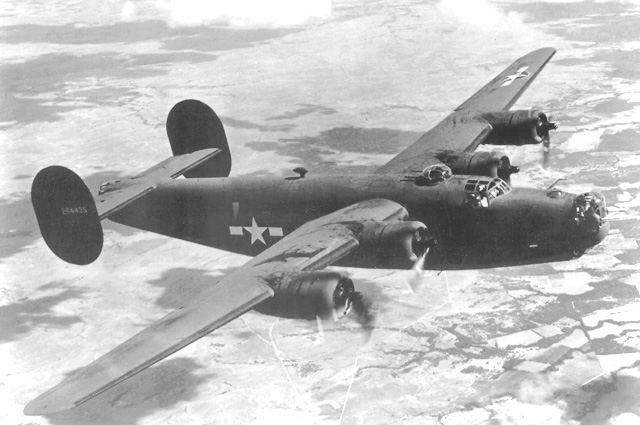
B-24 Liberator

## Struktura
- Stab/Kommando Nowotny
- 1./Kommando Nowotny
- 2./Kommando Nowotny
- 3./Kommando Nowotny